# Chionaema pteroleuca
Chionaema pteroleuca är en fjärilsart som beskrevs av Ulrich Roesler och Kuppers 1976. Chionaema pteroleuca ingår i släktet Chionaema och familjen björnspinnare. Inga underarter finns listade i Catalogue of Life.